# Alte Mühle (Wolfhalden)
L'Alte Mühle ("Vecchio mulino") è un edificio storico a Wolfhalden. È classificato dal governo svizzero come bene culturale di importanza nazionale. Viene considerato come il più bel mulino dell'Appenzello.

## Storia
Il mulino viene menzionato per la prima volta nel 1649 come mulino per il lino. L'edificio, una struttura a capanna su un alto basamento in miniatura, non era però il mulino attuale, realizzato dal mastro mugnaio Hans Heinrich Zürcher nel 1789. Fino al 1913 il mulino era ancora azionato da una ruota idraulica, e fino al 1900 fungeva anche da panificio. Fu restrutturato nel 1934, nel 1987 e nel 2002.

## Aspetto

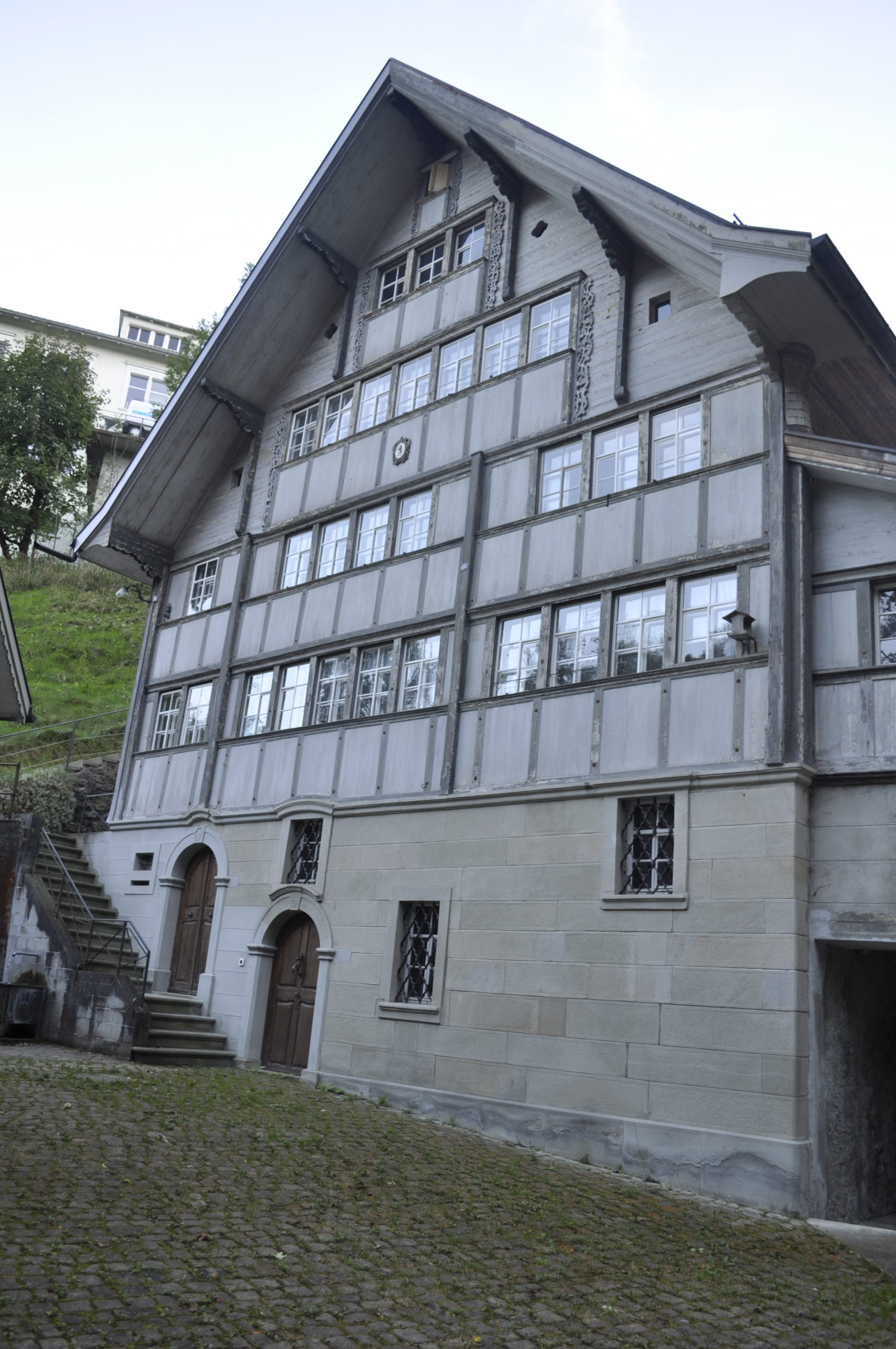
Parete frontale del mulino

Le stanze includono un caminetto di pietra arenaria sulla cui parete appaiono dei dipinti raffiguranti saggezze di vita. La sala da pranzo ospita dipinti murali, attribuiti al pittore contadino di Appenzello Interno Conrad Starck, con scene dell'Antico e del Nuovo Testamento in stile rococò e Luigi XVI.